# パミール人
パミール人 (ラテン文字:Pamiri、タジク語: Помирӣ、ペルシア語: پامیری パーミーリー) はタジキスタンのゴルノ・バダフシャン自治州とアフガニスタンのバダフシャーン州に住む、イラン系民族である。

## 民族アイデンティティ
パミール人は元々は何世紀にも渡り、民族意識の大規模な変化を経て生き残ってきた歴史のある民族である。ゴルノ・バダフシャーンの原住民語であるパミール諸語の話者によって構成されており、イスラム教シーア派の一派であるイスマーイール派を信仰する者が多い。言語、文化、宗教的紐帯という面においてアフガニスタンのバダフシャーン州に住む人々や中国・新疆ウイグル自治区のタシュクルガン・タジク自治県に住むサリーコリー語話者、パキスタン北部山岳地帯のギルギット・バルティスタンにあるゴジャール地区に住むワヒー語話者と類似点が多い。パミール語において、パミール人は自身のことを「パーミーリー」もしくは自身が住んでいたバダフシャーンという土地名から「バダフシャーニー」と呼んでいる。
中国においては、パミール人はタジク族として扱われている。一方、アフガニスタンにおいてはパミール民族として扱われており、アフガニスタン国歌ではアフガニスタンの1民族「パーミールヤーン (パシュトー語: پاميريان)」として歌われている。
ルシャン地区やシュグナン地区に住むパミール人は青や茶色の瞳を持つ。

## 歴史
1929年、ゴルノ・バダフシャーンは新しく建国されたタジク・ソビエト社会主義共和国の下に組み入れられ、これ以降パミール人の民族的なアイデンティティを巡る論争が起きることとなる。タジク人学者の中にはパミール諸語をタジク語の方言と主張するものもおり、パミール人がタジク人と全く違うナショナリティーを持ち合わせていることを示すためには長い議論が必要だった。しかし、その後言語学者の間でパミール語はイラン語群の一派である東イラン語群に属し、西イラン語群に属しペルシア語と親和性の高いタジク語とは異なることで合意が得られた。1926年から1937年にかけて、ソビエト連邦ではルシャン語話者、シュグニー語話者、ワヒー語話者は全く別のナショナリティーを持つという合意が得られた。1937年以降、これらの民族は国家政策上タジク人として登録されることとなった。
ソビエト連邦統治下において、多くのパミール人がヴァフシュ渓谷を離れて現在のハトロン州のクルガンテッパ地区に住むようになった。1980年代にはタジク・ソビエト社会主義共和国におけるパミール語の公式の扱いについて多くの議論が行われた。1991年にタジキスタンが独立すると、パミール人のナショナリズムの高揚が見られるようになり、パミール人の愛国主義者はゴルノ・バダフシャンを勢力下とするラアリ・バダフシャン党を立ち上げる。ゴルノ・バダフシャーンの州都ホログでは反政府デモが行われ、1992年、タジキスタン政府はゴルノ・バダフシャーンの独立を認める声明を出したが、この声明は後に撤回された。1992年から1997年まで続いたタジキスタン内戦においてパミール人は一貫してタジク野党連合を支持、パミール人はドゥシャンベやクルガンテッパに住む人々から殺戮の標的にされた。1990年代前半にはパミール人の間においてゴルノ・バダフシャーン独立運動が展開された。

## 宗教
パミール人はアーガー・ハーンを指導者とするイスマーイール派の一派ニザール派を信仰しているムスリムが多い。アーガー・ハーン財団はゴルノ・バダフシャーン自治州における最大の非政府組織となっている。また、スンナ派のムスリムも数千人単位でいるとされる。

## 著名人物
- オレグ・フェーゾフ（英語版）, ミュージシャン、俳優
- ダフラト・フダナザーロフ（英語版）, 映画監督、1991年タジキスタン大統領選挙で立候補
- ムボラクショ・ミルザシャエフ（英語版）, ミュージシャン (ルシャン地区出身)
- ダレル・ナザーロフ（英語版）, ミュージシャン、俳優
- アブサイード・シャフマロフ（英語版）, 歴史家、哲学者